# トランスフォーマー キスぷれ
『トランスフォーマー キスぷれ』（TRANSFORMERS Kiss Players♥）は2006年より展開したトランスフォーマーシリーズ。
玩具シリーズに加え、漫画、ラジオドラマ、ドラマCDなどのメディアミックスによるストーリーが展開されていたが、実写映画版シリーズの展開開始に伴い展開は終結した。

## ストーリー
2005年のユニクロン戦争時、地球で起こったとある事件により、人類はトランスフォーマー全体を敵視、対トランスフォーマー組織として結成された地球防衛軍・「E.D.C」によって、地球から全トランスフォーマーを一掃した。これによって、20年来続いた地球人類とサイバトロンの蜜月は終わりを迎えた。
そして2006年。地球に突如現れた謎のトランスフォーマー「レギオン」。E.D.Cは人造トランスフォーマー「オートルーパー」と、彼らにキスによって力を与えられる特殊能力を持つ少女「キス・プレイヤー」を投入しこれに対抗、人類とトランスフォーマーの戦いが始まった。
その戦場に、突如現れた赤いトランスフォーマー。それは死亡したはずのサイバトロン総司令官、コンボイであった。

## 概要
ストーリーとしては『トランスフォーマー ザ・ムービー』や『バイナルテック』の続編に相当する。完結後は『2010』の展開へと繋がるような描写が用意されている（バイナルテックはその後の展開から本来の歴史とは異なる別のパラレルワールドへ枝分かれしている）。
さらに同商品パッケージの説明によれば、『キスぷれ』は従来のほとんどのトランスフォーマーシリーズと何らかの繋がりがあることが判明している。ラジオドラマ版38話以降（第二部）の展開は、『キスぷれ』の主要キャラたちがそれぞれ独自の展開も含んだ旧シリーズ作品の各年代にタイムトラベルする物語になっている。

### 商品展開および概略
「バイナルテック・アスタリスク」と同じくトランスフォーマーと女性フィギュアのセット商品。フィギュアのデザインと原型は大嶋優木が担当。タカラトミー監修のもと、大嶋優木は本シリーズの設定やストーリーの原案、商品パッケージのイラストやコミック執筆など、ほぼ全ての製作に携わる。「トランスフォーマー」と「萌え」の融合という企画案は、タカラトミー初であり、依頼を受けた大嶋優木自身も当初困惑したと語っている。
このシリーズでは、トランスフォーマーはキス・プレイヤーと呼ばれるパートナーの女性キャラとキスすることによって融合し、新たな能力を得ることが出来るという設定。玩具にダイキャストは用いられていないが、海外版と比べて大幅に彩色部分が増加している。各商品にドラマCD付き。
玩具の販売に先んじて、萌えドルりりあんがメインパーソナリティを務めるラジオ番組『りりあん 萌えっちゃお』（放送期間：2005年10月3日～2006年9月25日）内でTF史上初のラジオドラマが2006年4月3日よりスタートした。さらに同番組の終了後は、トランスフォーマーをメインに据えた初のラジオ番組『トランスフォーマー キスぷれ TF情報局』が2006年10月3日よりスタート、ラジオドラマは前番組の話数を引継ぎ、同番組内で28話より放送された。また、月刊コミック電撃大王誌にて大嶋優木によるコミック版の短期集中連載（全3話）、電撃ホビーマガジン誌においても関連企画『トランスフォーマー情報管理局テレトラン15GO!GO!（いちごごー!ごー!）』が連載された。これら玩具付属CD収録のドラマ、ラジオドラマ、コミックは全て一本軸のストーリーを時間軸をバラバラにして展開し、それぞれが内容を補完し合うという手法が採られている。
2006年8月25日に秋葉原にて『りりあん 萌えっちゃお』の公開録音が行われ、会場でラジオドラマが収録された。
2007年3月18日に東京トイフェスティバル内で『トランスフォーマー キスぷれTF情報局』の公開録音が催され、この日のために制作された「キスぷれ紙芝居」や、声優による生歌ライブが披露された。
2007年3月26日放送のラジオ番組『トランスフォーマー キスぷれTF情報局』内のドラマ第51話を最終回として、キスぷれの物語は終結を迎えることとなった。尚ラジオドラマは後述の玩具に付属の特典CDに収録されたが、第38話～第51話はCDに未収録である。
2007年夏にコミケやワンダーフェスティバルなどの各種ホビーイベントにおいて、メディアワークスより「キスぷれ・15GO!GO!」特別冊子が限定販売された。本書には上記の電撃各誌のコミック版の再録や、本編中では語られなかった裏設定や初期イラスト、時系列にそったエピソード解説などが収録されている。

### ストーリー展開 （第一部）
「キスぷれ」シリーズはラジオドラマ展開や2006年12月発売の『オートルーパー×あたり』付属のCDドラマ「キスぷれ　完結編」にて一度完結し、その後は新商品を迎え新展開に入っている。2007年3月発売の「スパークボット3個入り」パッケージ解説によると便宜上「第一部・第二部」の呼び方で区別されているため、ここでもそれに倣うこととする。
1985年ごろ、地球で活動を始めた異星の金属生命体トランスフォーマー。長きに渡る彼らの戦争は人類に大きな影響を及ぼしていた。
2005年のユニクロン戦争において東京を壊滅に追いやったある事件をきっかけに人類はTFを敵視、ここに共存の道は絶たれた。
2006年E.D.C.は対TF兵器の切り札として人造TF「オートルーパー」を量産、原因不明の突然変異で特殊能力を得た少女たちを招集し「キスプレイヤー」として育成した。さらにTFの生命活動を害する物質「アンチ・エレクトロン・フィールド」を地表に展開してTFへの総攻撃を開始、地上の全TFの排除に成功した。
地上は平静を取り戻したかにみえたが、突如未知のTF「レギオン」の群れが出現。それに対抗するためE.D.C.東京はさらにキスプレイヤーを招集し「オートルーパー隊」を結成した。
そしてレギオンに両親を奪われた少女「人隣当梨（ひととなり・あたり）」と、たった一人の親友をコンボイに奪われた少女「李蛸焼（リ・シャオシャオ）」、そして父代わりのTFコンボイを奪われたメリッサ。3人の少女たちの運命が交錯する。人類とトランスフォーマー対立の直接的きっかけとなった“ある事件”とは、2005年のユニクロン戦争における東京壊滅であると語られるのだが、実はその原因となったのはロディマスが投棄したガルバトロンだった。ガルバトロンが地球に墜落し、東京は壊滅的ダメージを受けた。
墜落したガルバトロンの破片は地球中に拡散し増殖を繰り返し、無機物に寄生し「レギオン」へと変態、「有機物・人間」へ寄生したものが「キスプレイヤー」となった。劇中その増殖・再生能力を持つ細胞を取り込むことで「パラサイテック体」となって蘇生したコンボイやロディマスは、次第にその力に飲み込まれ破壊衝動に取り付かれていった。
『ザ・ムービー』と『2010』とのミッシングリンクである本作品では、劇中で起こる事件・現象のほぼ全てにユニクロンの意志が介在していることが後に明かされる。「第一部」ではその存在は隠されていたが、「第二部」において全ての謎が解かれバラバラに展開していた事件が一点に集約する結末を見せた。

### ストーリー展開 （第二部）
2007年。メリッサ・シャオ・あたりの3人はカセットロンたちとユニットを組み、人類とTFとの関係改善のためにコンサートツアーを行っていた。
アメリカのブレイブマキシマスを訪れていた時、3人の前に突如3つの球体が出現。球体は「スパークボット」と名乗り、「プライマスの使い」であると語る。
光に包まれた3人は戦艦ブレイブマキシマス共々過去や未来、様々な世界を旅することとなった。突如現れた3つの光球「スパークボット」は「プライマスの使徒」であると名乗り「オールスパークの欠片」を回収することを命じるが、実は彼らこそが『ザ・ムービー』で爆発四散したユニクロンの尖兵であり、回収された「欠片」はユニクロン自身の「アンゴルモア・エネルギー」だった。
覚醒したプライマスによって過去の地球にまで追い詰められたユニクロンは不完全なエネルギーのみの状態で強制的に再生を試みその姿を現すが、プライマスによってアンゴルモア・エネルギーごと地球に封印されてしまう。『カーロボット』における地球に眠る「ガイア・エネルギー」とはプライマスによって封印されたユニクロンのエネルギーだった。これが後の『ビーストウォーズII』における未来の地球「惑星ガイア」に封印された「アンゴルモア・エネルギー」へとリンクする。
また「キスぷれ第一部」の発端となったガルバトロンの地球墜落自体がユニクロン再生のための陰謀だった。大気中に飛散したガルバトロンの破片には、増殖・再生を繰り返す「ユニクロン細胞」が内包されていた。本作品「第二部」は引き続きラジオドラマが展開されたが、第一部と違いCDへの収録・販売はされていない。

### 商品
- コンボイ（玄田哲章）feat.ダッジ・ラム×メリッサ（りりあん）：サイバトロン

2006年8月10日発売、税抜き6,500円、特典CD付属
『ザ・ムービー』で絶命した後、その遺体はE.D.C.に回収され日本へと輸送されていたが、その道中に遺体を奪取せんとするレジスタンスの襲撃を受け、その際コンボイと共鳴反応を示した人造TF「オートルーパー」がコンボイと融合、そのオートルーパーを逆に体内に取り込み、さらにレジスタンスの少女メリッサとパラサイテック融合を果たすことで一時的な蘇生を遂げた。
玩具は日本未発売だった「バイナルテック」の海外シリーズ「ALTERNATORS」版オプティマス・プライムの塗装を変更したもの。付属のサーフボードがブレード状の武器「サーフ・ブレード」へ変形する。この形態のときに獲得した剣を主体とした戦闘スタイルは、その後もコンボイのメモリーにデータとして記憶されており、後にG2バトルコンボイとなった際の装備にも反映されている。
なお、コミック版では蘇生前の姿は旧玩具版、E.D.C.が製作した囮のレプリカはマスターピース版の意匠で描き分けられている。メリッサのフィギュア付き。ドラマCDと設定集付き。
CDにはラジオドラマの第1話～第5話と新録ドラマ『いつか、太陽のもとで』、メリッサ役のりりあんの声優メッセージが収録されている。
- 極小変形オートルーパー（平井啓二）（フィギュアコレクション 1 あたり×オートルーパー）

2006年9月28日発売、税抜き3,800円、特典CD付属
オートルーパーが、あたりのキスで極小変形（小型化）した姿。あたりのフィギュアと同梱で「フィギュアコレクション 1 あたり×オートルーパー」として発売。ドラマCDと設定集付き。
CDにはラジオドラマの第6話～第10話と新録ドラマ『あたりちゃん危機一髪!?』、あたり役の明坂聡美の声優メッセージが収録されている。
- ホットロディマス（置鮎龍太郎）feat.フォード・GT40×シャオシャオ（鹿野優以）：サイバトロン

2006年10月26日発売、税抜き6,500円、特典CD付属
本作品では『ザ・ムービー』の終盤で彼が投げ飛ばしたガルバトロンが地球へと墜落し、甚大な被害を招いてしまったという展開で、その責任を取るためにマトリクスを返上した状態にある。コンボイの遺体を回収するために地球を訪れたが、人間が仕掛けたアンチエレクトロンフィールドにより無力化されてしまう。偶然助けた少女シャオシャオとパラサイテック融合を果たすことで、アンチエレクトロンフィールドへの抗体を持つ新しいボディを獲得する。
G1『ザ・ムービー』や『2010』でのロディマスと同一人物であるのだが、CDドラマ版の声優は以前『スーパーリンク』でロディマスコンボイを演じた置鮎龍太郎が担当している。
玩具は海外ALTERNATORS版MIRAGE（リジェ）に新造形の頭部と異なる彩色を施した物。付属の釣竿が組み換え変形することで銃器「エグゾースト・エリミネーター」になる。シャオシャオのフィギュア付き。ドラマCDと設定集付き。
CDにはラジオドラマの第11話～第20話と新録ドラマ『今夜は大漁!?』、シャオシャオ役の鹿野優以の声優メッセージが収録されている。
- オートルーパー（平井啓二）feat.マツダ・RX-8×あたり（明坂聡美）：地球防衛軍

2006年12月28日発売、税抜き6,500円、特典CD付属
E.D.C.が開発した量産型の人造トランスフォーマーという設定。パートナーとパラサイテック融合することで従来のTFを凌駕する戦闘能力を得る。当梨とパートナーを組む個体は「子04」（ねゼロヨン）と呼称される。並列化された個性を持たない存在のうちの1人だったが、当梨をパートナーとすることで次第に変化が現れる。
物語の終盤で、実は東京に墜落したガルバトロンの細胞から作られたものであることが判明する。
玩具はBTマイスターに新造形の頭部と異なる彩色を施した物。道路封鎖用のコーンが付属し、組み合わせると銃「ガトリング・パイロン」になる。当梨とクレムジークのフィギュア付き。ドラマCDと設定集付き。
後にキスぷれを代表してロザンナと共に『アニメイテッド』にてカメオ出演を果たし、初のアニメ化となった。
CDにはラジオドラマの第21話～第30話と新録ドラマ『私と、あなたと、回る地球』、あたり役の明坂聡美の声優メッセージが収録されている。
- あたりスクリーム（電撃屋ドットコム 限定）

2007年4月発送、税抜き2,500円
フィギュアコレクションのあたりフィギュアのみを黒を基調としたカラーリングに変更し、メディアワークス社の電撃ホビーマガジン特製フィギュアとして同社の通販サイト「電撃屋ドットコム」にて予約販売された商品。スタースクリームの幽霊にとり憑かれた姿として劇中にも登場した。CDや設定集は付属しないが、テックスペックなどの設定は後にイベントで販売された冊子にて明らかとなった。知力などの精神スペックはスタースクリーム譲りの高さだが、元の体があたりなだけに、身体能力が著しく低い。
- カセットロンセット キスぷれPOSITION（e-HOBBY SHOP 限定）

2007年3月発送、税抜き3,800円、特典CD付属
ロザンナ・サンドル・グリットの三体はラジオ番組内の企画で声優がそれぞれ名称・カラーリング・設定などを考えた商品で、三体セット「カセットロンセット キスぷれPOSITION」として通販サイトe-HOBBY SHOPにて販売された。
CDとブックレット付き。CDには初代アニメの主題歌をキスぷれ声優三人でカバーした曲「TRANSFORMER〜トランスフォーマー〜 キスぷれバージョン」とそのカラオケバージョンが収録されている。
ラジオドラマ第一部と二部の間に放送されたスペシャルドラマにて劇中にも登場し、各声優が声を演じている。
- ロザンナ（りりあん）

「カセットボット」の一体で、カセットテープから女性型ロボットに変形。
りりあんが担当したキャラで役職はアイドル。
玩具はカセットボット「リワインド/イジェクト」の色替え。
後にキスぷれを代表してオートルーパーと共に『アニメイテッド』にてカメオ出演を果たし、初のアニメ化となった。
- サンドル（明坂聡美）

カセットテープから鳥型ロボットに変形。
明坂聡美が担当で役職はスパイ。
玩具はカセットロン「コンドル」の色替え。
- グリット（鹿野優以）

カセットテープから豹型ロボットに変形。
鹿野優以が担当で役職は医者。
玩具はカセットロン「ジャガー」の色替え。
- スパークボット3個入り（東京トイフェスティバル 限定）

2007年3月18日発売、税込み3,800円、特典CD付属
アンジェラ・スターダスト・残月（ザンゲツ）の三体はカセットロンの好評を受けて同じくラジオ番組内で企画された商品で、3体セット「スパークボット3個入り」として第16回東京トイフェスティバル会場にて販売された。ドラマCDとブックレット付き。
CDにはラジオドラマの第31話～第37話、キスぷれ声優三人のトーク『TF情報局 特別編』、「TRANSFORMER〜トランスフォーマー〜 キスぷれバージョン」のソロバージョン3曲が収録されている。
ラジオドラマ第二部のキーキャラクターとしてドラマにも登場している。声優がそれぞれ名称・カラーリング・エンブレムなどを考えているが、ドラマ中では機械音で会話するキャラだったために声は担当していない。役職は3体共通で式神。
- アンジェラ

「スパークボット」の一体で、クリアーピンクの球体からライオン型ロボットに変形。
りりあんが担当で役職は式神。
玩具はエッグビースト「エッグレオ」の色替え。
- スターダスト

パール入りのクリアーグリーンの球体からロボットに変形。
明坂聡美が担当で役職は式神。
玩具はエッグビースト「エッグロボ」の色替え。
- 残月〔ザンゲツ〕

パール入りのクリアーホワイトの球体から鳥型ロボットに変形。
鹿野優以が担当で役職は式神。
玩具はエッグビースト「エッグバード」のカラーリング変更品。
- スタースクリーム（トランスフォーマー マスターピース）

あたり、人型コンピュータ・テレトラン15と憑依してきたスタースクリームの幽霊が、Dr.アーカビルによって与えられたボディにより復活した姿。F-15Eストライクイーグルに変形。玩具はマスターピースのラインナップに入っているのだが、「キスぷれ」での姿ということで本項に記す。

### キャラクター
メリッサ・フェアボーン（りりあん）
アメリカ人の少女。元々はE.D.C.に反抗するレジスタンスだったが、コンボイの遺体移送作戦の際にコンボイとのキスでパラサイテック融合を果たし、コンボイを復活させそのままパートナーとなる。
穏やかで天然ボケな性格だが、ナイフとサーフィンの達人でもある。自称「コンボイの恋人」。実はかなりファザコン気味。
ラジオドラマ第二部においてE.D.C（地球防衛軍）に入隊し、2010年のメリッサ大尉に繋がる描写がある。4年にわたる軍隊生活で性格や言動も軍人的になった。
かつて彼女の父がサイバトロンと共に戦った当時、幼い彼女はコンボイに命を助けられたことがある。
李蛸焼〔リ・シャオシャオ〕（鹿野優以）
中国人の少女。幼少のころにニューヨークでメリッサと幼馴染の関係だったが、唯一の友達だったメリッサをコンボイに取られたと思い込み極度にTFを嫌悪、トラウマ的感情を抱く。
E.D.C.子（ね）小隊の隊員として活動を始め、オートルーパー子04とパートナーを組んでいたが、E.D.C.東京本部の地下にある施設「ジェニタル・システム」における人体実験からホットロディマスに救出され脱退。その際二人はお互いの利害において協力する契約を結んでいる。
性格は強気でカンフーの腕前は「免許皆伝」らしい。TFのことは信用していないがロディマスだけは例外としている。唯一の拠りどころであったメリッサへの想いはだんだんと同性愛の感情に変わっていった。
コンボイに鬱屈した恨みを抱くが、和解後のラジオドラマ第二部では、自分の感情を素直に出す明るい性格に変化していった。特にメリッサへの想いを堂々とおおっぴらにしており、やや暴走気味。幼少のころから南京錠型の首輪をしており、これは自分で外すことはできないらしい。
人隣当梨〔ひととなり・あたり〕（明坂聡美）
日本人の少女。E.D.C.の新米隊員。両親をTFに殺されE.D.C.に入隊する。かなり内気で弱気な性格で、TFに対してトラウマを持っている。パートナーを組む人造TFオートルーパー子04が変形したパトカーに搭乗しているが、乗り物酔いがひどいためにハンドルから手を離すとすぐに酔ってしまう。
同じ子（ね）小隊で粥（かゆ）という初めての友達が出来るが、すれ違いから距離が生まれ、同小隊の少女、鈴檎（りんご）からはイジメに近い扱い（鈴檎自身にとってはあくまでスキンシップのつもりなのだが、その表現行動は聊か常軌を逸脱している）を受け続け、その後、悲劇を生むことになる。
三千種粥〔みちくさ・かゆ〕
E.D.C.子（ね）小隊の隊員で、あたりが唯一心を許せる初めての友達。
千曲鈴檎〔ちくま・りんご〕
E.D.C.子（ね）小隊の隊員で、あたりに異常な興味を示す。
天桜一滴〔あまおう・ひとしずく〕（柳沢三千代）
E.D.C.東京の実権を握る女司令官。一見、母性的で優しく見える人物。
天桜滴〔あまおう・しずく〕
天桜司令官の一人娘。先のガルバトロン墜落事件で命を落としている。
レギオン（田中大文）
TFが一掃されたはずの地球に突如現れた謎のTFで、同型が多数存在する。胸にはデストロンのエンブレムが確認出来る。
玩具は発売されていないが、電撃大王に掲載されたコミックではBTオーバードライブに酷似したボディに、メガトロンに似た頭部を持って描かれている。
サーチ
『マイクロン伝説』にて登場したデストロンに所属するアイアンハイドのパートナーマイクロン。ラジオドラマ第二部も出演を果たし、あたりを助け、メリッサと共にパートナーのアイアンハイドを探した。
ベクタープライム&ルーツ
『ギャラクシーフォース』にて登場した時空の番人であるトランスフォーマーとパートナーマイクロン。ラジオドラマ第二部に出演し、シャオシャオを助けた。